# Jerome Travers
Pour les articles homonymes, voir Travers.

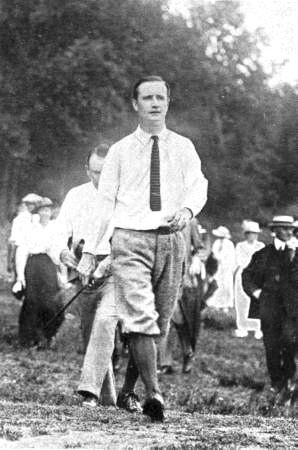
Jerome Travers à l'Open américain 1915 qu'il a remporté.

Jerome Dunstan Jerry Travers, né le 19 mai 1887 à New York et décédé le 29 mars 1951, était l'un des meilleurs golfeurs amateurs du début du XXe siècle. Il a notamment remporté le championnat de golf amateur des États-Unis à quatre reprises (1907, 1908, 1912 et 1913) et l'Open américain en 1915.
Il a construit sa carrière autour de l'amateurisme où il a remporté ses plus grands succès ; cependant, après la crise de 1929, il est devenu professionnel sans grand succès. Il a été introduit au World Golf Hall of Fame en 1976.

## Palmarès
- Vainqueur de l'Open américain : 1915.
- Vainqueur du championnat de golf amateur des États-Unis : 1907, 1908, 1912 et 1913.